# Common Intermediate Language
Common Intermediate Language (CIL), cunoscută anterior sub denumirea Microsoft Intermediate Language (MSIL), este limbajul de programare cel mai scăzut la nivel de limbaj uman, definit de specificațiile infrastructurii lingvistice comune (CLI), și este utilizat de .NET Framework, .NET Core și Mono. Limbile care vizează un mediu de rulare compatibil cu CLI se compilesază la CIL, care este asamblat într-un cod obiect care are un format în stil octet. CIL este un limbaj de asamblare orientat pe obiect și este în întregime bazat pe stiva. Bytecode-ul său este tradus în cod nativ sau cel mai frecvent executat de o mașină virtuală.
CIL a fost inițial cunoscut sub numele de Microsoft Intermediate Language (MSIL) în timpul lansărilor beta ale limbajelor .NET. Datorită standardizării C# și a infrastructurii lingvistice comune, bytecode-ul este acum cunoscut oficial ca CIL.

## Modelul computațional
Common Intermediate Language este orientată pe obiecte și bazată pe stiva. Asta înseamnă că datele sunt împinse pe un teanc în loc să fie scoase din registre ca în majoritatea arhitecturilor procesorului.
În x86 ar putea arăta astfel:
```
add
 
eax
,
 
edx

```

Codul corespunzător din IL poate fi redat ca acesta, unde 0 este eax și 1 este edx:
```
ldloc
.
0
    
// push local variable 0 onto stack

ldloc
.
1
    
// push local variable 1 onto stack

add
        
// pop and add the top two stack items then push the result onto the stack

stloc
.
0
    
// pop and store the top stack item to local variable 0

```

Iată doi loc care sunt împinși pe stivă. Atunci când instrucțiunea de adăugare este denumită operanzii sunt afișați și rezultatul este împins. Valoarea rămasă este apoi afișată și stocată în primul loc.

### Obiective orientate
Aceasta se extinde și la conceptele orientate pe obiect. Aveți posibilitatea să creați obiecte, să apelați metode și să utilizați alte tipuri de membri, cum ar fi câmpurile. 
CIL este proiectat să fie orientat pe obiecte și fiecare metodă are nevoie (cu unele excepții) să locuiască într-o clasă. De asemenea, această metodă statică:
```
.
class
 
public
 
Foo

{

    
.
method
 
public
 
static
 
int32
 
Add
(
int32
,
 
int32
)
 
cil
 
managed

    
{

        
.
maxstack
 
2

        
ldarg
.
0
 
// load the first argument;

        
ldarg
.
1
 
// load the second argument;

        
add
     
// add them;

        
ret
     
// return the result;

    
}

}

```

Această metodă nu necesită declararea unei instanțe a Foo deoarece este statică. Aceasta înseamnă că aparține clasei și poate fi folosit ca acesta în C#:
```
int
 
r
 
=
 
Foo
.
Add
(
2
,
 
3
);
    
// 5

```

În CIL:
```
ldc
.
i4
.
2

ldc
.
i4
.
3

call
 
int32
 
Foo
::
Add
(
int32
,
 
int32
)

stloc
.
0

```

#### Clase de instanță
O clasă de instanță conține cel puțin un constructor și un membru al instanței. Această clasă are un set de metode care reprezintă acțiunile unui obiect auto.
```
.
class
 
public
 
Car

{

    
.
method
 
public
 
specialname
 
rtspecialname
 
instance
 
void
 
.
ctor
(
int32
,
 
int32
)
 
cil
 
managed

    
{

        
/* Constructor */

    
}

    
.
method
 
public
 
void
 
Move
(
int32
)
 
cil
 
managed

    
{

        
/* Omitting implementation */

    
}

    
.
method
 
public
 
void
 
TurnRight
()
 
cil
 
managed

    
{

        
/* Omitting implementation */

    
}

    
.
method
 
public
 
void
 
TurnLeft
()
 
cil
 
managed

    
{

        
/* Omitting implementation */

    
}

    
.
method
 
public
 
void
 
Brake
()
 
cil
 
managed

    
{

        
/* Omitting implementation */

    
}

}

```

#### Crearea obiectelor
În instanțele de clasă C# sunt create astfel:
```
Car
 
myCar
 
=
 
new
 
Car
(
1
,
 
4
);
 

Car
 
yourCar
 
=
 
new
 
Car
(
1
,
 
3
);

```

Aceste afirmații sunt aproximativ aceleași cu aceste instrucțiuni:
```
ldc
.
i4
.
1

ldc
.
i4
.
4

newobj
 
instance
 
void
 
Car
::.
ctor
(
int
,
 
int
)

stloc
.
0
    
// myCar = new Car(1, 4);

ldc
.
i4
.
1

ldc
.
i4
.
3

newobj
 
instance
 
void
 
Car
::.
ctor
(
int
,
 
int
)

stloc
.
1
    
// yourCar = new Car(1, 3);

```

#### Invocând metodele instanței
Metode de instanță sunt invocate ca cea care urmează:
```
myCar
.
Move
(
3
);

```

În CIL:
```
ldloc
.
0
    
// Load the object "myCar" on the stack

ldc
.
i4
.
3

call
 
instance
 
void
 
Car
::
Move
(
int32
)

```

### Exemplu
Mai jos este un program de bază Program Hello, world! scris în CIL. Acesta va afișa șirul "Hello, world!".
```
.
assembly
 
Hello
 
{}

.
assembly
 
extern
 
mscorlib
 
{}

.
method
 
static
 
void
 
Main
()

{

    
.
entrypoint

    
.
maxstack
 
1

    
ldstr
 
"Hello, world!"

    
call
 
void
 
[
mscorlib
]
System
.
Console
::
WriteLine
(
string
)

    
ret

}

```

Următorul cod este mai complex în numărul de opcode.
```
static
 
void
 
Main
(
string
[]
 
args
)

{

    
for
 
(
int
 
i
 
=
 
2
;
 
i
 
<
 
1000
;
 
i
++
)

    
{

        
for
 
(
int
 
j
 
=
 
2
;
 
j
 
<
 
i
;
 
j
++
)

        
{

             
if
 
(
i
 
%
 
j
 
==
 
0
)

                 
goto
 
outer
;

        
}

        
Console
.
WriteLine
(
i
);

        
outer
:;

    
}

}

```

În sintaxa CIL se arată astfel:
```
.
method
 
private
 
hidebysig
 
static
 
void
 
Main
(
string
[]
 
args
)
 
cil
 
managed

{

    
.
entrypoint

    
.
maxstack
  
2

    
.
locals
 
init
 
(
int32
 
V_0
,

                  
int32
 
V_1
)

              
ldc
.
i4
.2

              
stloc
.0

              
br
.
s
       
IL_001f

    
IL_0004
:
  
ldc
.
i4
.2

              
stloc
.1

              
br
.
s
       
IL_0011

    
IL_0008
:
  
ldloc
.0

              
ldloc
.1

              
rem

              
brfalse
.
s
  
IL_001b

              
ldloc
.1

              
ldc
.
i4
.1

              
add

              
stloc
.1

    
IL_0011
:
  
ldloc
.1

              
ldloc
.0

              
blt
.
s
      
IL_0008

              
ldloc
.0

              
call
       
void
 
[
mscorlib
]
System
.
Console
::
WriteLine
(
int32
)

    
IL_001b
:
  
ldloc
.0

              
ldc
.
i4
.1

              
add

              
stloc
.0

    
IL_001f
:
  
ldloc
.0

              
ldc
.
i4
     
0x3e8

              
blt
.
s
      
IL_0004

              
ret

}

```

Aceasta este doar o reprezentare a modului în care arată CIL aproape de nivelul VM. Când sunt compilate, metodele sunt stocate în tabele și instrucțiunile sunt stocate ca octeți în interiorul ansamblului, care este un executabil portabil (PE).

## Generație
Un ansamblu CIL și instrucțiuni sunt generate fie de un compilator, fie de un utilitar numit IL Assembler (ILAsm) care este livrat împreună cu mediul de execuție.
CIL-ul asamblat poate fi de asemenea dezasamblat în cod din nou folosind IL Disasembler (ILDASM). Există și alte instrumente, cum ar fi .NET Reflector, care pot decompila CIL într-un limbaj de nivel înalt (de ex., C # sau Visual Basic). Acest lucru face CIL o țintă foarte ușoară pentru inginerie inversă. Această trăsătură este partajată cu Java bytecode. Cu toate acestea, există instrumente care pot ucide codul și îl pot face astfel încât codul să nu poată fi ușor de citit, dar încă să poată fi rulat.

## Execuție

### Compilație exactă în timp
Compilația Just-in-Time (JIT) implică transformarea codului de byte în cod imediat executabil de către procesor. Conversia se realizează treptat în timpul execuției programului. Compilația JIT oferă optimizarea specifică mediului, siguranța tipului de execuție și verificarea asamblării. Pentru a realiza acest lucru, compilatorul JIT examinează metadatele de asamblare pentru orice acces ilegal și tratează încălcările adecvate.

### Compilație în timp real
Intervalele de execuție compatibile cu CLI au, de asemenea, opțiunea de a efectua o compilare Ahot-of-time (AOT) a unui ansamblu pentru a face executarea mai rapidă prin eliminarea procesului JIT în timpul rulării.
În .NET Framework există un instrument special numit Generatorul de imagini nativ (NGEN) care efectuează AOT. În Mono există, de asemenea, o opțiune de a face un AOT.

## Instrucțiuni pentru pointer - C++/CLI
O diferență notabilă față de octetul Java este că CIL vine cu ldind, stind, ldloca și numeroase instrucțiuni de apel care sunt suficiente pentru manipularea indicilor de date/funcții necesare pentru a compila codul C/C++ în CIL.
```
class
 
A
 
{

   
public
:
 
virtual
 
void
 
__stdcall
 
meth
()
 
{}

};

void
 
test_pointer_operations
(
int
 
param
)
 
{

	
int
 
k
 
=
 
0
;

	
int
 
*
 
ptr
 
=
 
&
k
;

	
*
ptr
 
=
 
1
;

	
ptr
 
=
 
&
param
;

	
*
ptr
 
=
 
2
;

	
A
 
a
;

	
A
 
*
 
ptra
 
=
 
&
a
;

	
ptra
->
meth
();

}

```

Codul corespunzător din CIL poate fi redat astfel:
```
.
method
 
assembly
 
static
 
void
 
modopt
([
mscorlib
]
System
.
Runtime
.
CompilerServices
.
CallConvCdecl
)
 

        
test_pointer_operations
(
int32
 
param
)
 
cil
 
managed

{

  
.
vtentry
 
1
 
:
 
1

  
// Code size       44 (0x2c)

  
.
maxstack
  
2

  
.
locals
 
([
0
]
 
int32
*
 
ptr
,

           
[
1
]
 
valuetype
 
A
*
 
V_1
,

           
[
2
]
 
valuetype
 
A
*
 
a
,

           
[
3
]
 
int32
 
k
)

// k = 0;

  
IL_0000
:
  
ldc
.
i4
.0
 

  
IL_0001
:
  
stloc
.3

// ptr = &k;

  
IL_0002
:
  
ldloca
.
s
   
k
 
// load local's address instruction

  
IL_0004
:
  
stloc
.0

// *ptr = 1;

  
IL_0005
:
  
ldloc
.0

  
IL_0006
:
  
ldc
.
i4
.1

  
IL_0007
:
  
stind
.
i4
 
// indirection instruction

// ptr = &param

  
IL_0008
:
  
ldarga
.
s
   
param
 
// load parameter's address instruction

  
IL_000a
:
  
stloc
.0

// *ptr = 2

  
IL_000b
:
  
ldloc
.0

  
IL_000c
:
  
ldc
.
i4
.2

  
IL_000d
:
  
stind
.
i4

// a = new A;

  
IL_000e
:
  
ldloca
.
s
   
a

  
IL_0010
:
  
call
       
valuetype
 
A
*
 
modopt
([
mscorlib
]
System
.
Runtime
.
CompilerServices
.
CallConvThiscall
)
 
'
A
.{
ctor
}
'
(
valuetype
 
A
*
 
modopt
([
mscorlib
]
System
.
Runtime
.
CompilerServices
.
IsConst
)
 
modopt
([
mscorlib
]
System
.
Runtime
.
CompilerServices
.
IsConst
))

  
IL_0015
:
  
pop

// ptra = &a;

  
IL_0016
:
  
ldloca
.
s
   
a

  
IL_0018
:
  
stloc
.1

// ptra->meth();

  
IL_0019
:
  
ldloc
.1

  
IL_001a
:
  
dup

  
IL_001b
:
  
ldind
.
i4
 
// reading the VMT for virtual call

  
IL_001c
:
  
ldind
.
i4

  
IL_001d
:
  
calli
      
unmanaged
 
stdcall
 
void
 
modopt
([
mscorlib
]
System
.
Runtime
.
CompilerServices
.
CallConvStdcall
)(
native
 
int
)

  
IL_0022
:
  
ret

}
 
// end of method 'Global Functions'::test_pointer_operations

```